# Grooverider: Slot Car Racing
Grooverider: Slot Car Racing (connu en Amérique du Nord sous le titre Grooverider: Slot Car Thunder) est un jeu vidéo de course de slot racing développé par le studio anglais King of the Jungle, sorti en 2003 sur GameCube et Xbox en Amérique du Nord, puis en 2005 sur PlayStation 2 en Europe. Il propose 40 véhicules et 20 circuits répartis dans 5 environnements situés dans une maison virtuelle. Parmi les fonctionnalités de gameplay, on trouve le changement de voie pour éviter des obstacles ou pour dépasser, 3 niveaux de puissance pour les voitures (correspondant à trois modes de difficulté), et des power-ups disséminés sur les circuits. 

## Accueil
Grooverider reçoit un accueil globalement négatif de la critique. La version Xbox obtient 45/100 sur Metacritic, et la version GameCube 49/100.